# Рудько Микола Порфирович
Рудько Микола Порфирович (17 грудня 1925 , Солоницівка, Дергачівський район  — 5 січня 1973 , Київ ) — український, радянський вчений, публіцист, студент, співробітник і викладач шкіл і установ Київської Академії (Київського Університету) радянської епохи.

## Життєпис
Народився 17.12.1925 року в селі Солоницівка Котелевського району Полтавської області Української Соціалістичної Радянської Республіки (УСРР) у складі ССРР (Союзу Соціалистичних Радянських Республік) за тодішнім адміністративним устроєм.
Батьки Порфирій Опанасович і Євфимія (Химка) Онуфріївна Рудьки. Батько 1901 р.н., уродженець Солоницівки, яка на той час входила до складу Охтирського повіту Харківської губернії Російської імперії.
В 1920х-1930х рр. опинився разом з батьками у Полтавському районі Омської області Російської Соціалістичної Федеративної Радянської Республіки (РСФРР), де провів дитячі роки.
Вчився, жив і працював у Києві. Помер у 1973 році.

## Спогади
Сергій Білокінь згадує:

«Ґрунтовні й чесні лекції читав Микола Порфирович Рудько. Він займався шістдесятими роками, помер зненацька після грипу. 1973 року з „Вісника Київського університету“ (Серія історії. № 15) зняли дві статті — мою „До історії вищої художньої освіти на Україні“ і Рудькову про Федора Вовка. Єдиний раз у житті коштом наруги над текстом я свою статтю відстояв. Все-таки вона вперше в СРСР трактувала про Українську державну Академію мистецтв, засновану за Центральної ради й ректором якої був Нарбут. А що Рудько помер, його статті не порятував ніхто»

## Статті
- Рудько М. П. Тарас Шевченко і Київський університет / Микола Порфирович Рудько. — К., 1959. — 87 с.;
- Рудько М. П. Перші народницькі гуртки на Україні (1872—1873 рр.). — «Вісник Київського університету». Серія історії та права. № 7, 1965.
- Рудько М. П. Революційні народники на Україні (70-ті роки ХІХ ст.) [Текст]: історична література / М. П. Рудько. — К. : Київський університет, 1973. — 206 с. — 1.17 крб.
- Рудько Микола Порфирович: [Некролог] // Український історичний журнал. — 1973. — № 3. — С. 159.